# 白河南テレビ中継局
白河南テレビ中継局（しらかわみなみテレビちゅうけいきょく）は、福島県白河市に開局したデジタルテレビ中継局。

## 概要
当テレビ中継局は、白河中継局からの受信環境改善のために開局する。なお、アナログ放送終了（全国及び被災3県）後としては、民放は、磐城西郷中継局に次いで2番目の、NHKは、最初のデジタル単独中継局となる。

## 送信施設概要
| リモコンキーID | 放送局名          | チャンネル | 空中線電力 | ERP  | 放送対象地域 | 放送区域内世帯数 | 開局日        |
| 1              | NHK福島総合テレビ | 30ch       | 1W         | 8.7W | 福島県       | 約1万1500世帯    | 2012年5月28日 |
| 2              | NHK福島教育テレビ | 32ch       | 1W         | 8.7W | 全国         | 約1万1500世帯    | 2012年5月28日 |
| 4              | FCT福島中央テレビ | 43ch       | 1W         | 8.7W | 福島県       | 約1万1500世帯    | 2012年5月28日 |
| 5              | KFB福島放送       | 45ch       | 1W         | 8.7W | 福島県       | 約1万1500世帯    | 2012年5月28日 |
| 6              | TUFテレビユー福島 | 46ch       | 1W         | 8.7W | 福島県       | 約1万1500世帯    | 2012年5月28日 |
| 8              | FTV福島テレビ     | 42ch       | 1W         | 8.7W | 福島県       | 約1万1500世帯    | 2012年5月28日 |

## 放送エリア
- 白河市と西白河郡西郷村の各一部

## 歴史
- 2012年3月7日…予備免許交付
- 2012年4月下旬…試験放送開始
- 2012年5月23日…本免許交付
- 2012年5月28日…本放送開始